# Stubbträfluga
Stubbträfluga (Hendelia beckeri) är en tvåvingeart som beskrevs av Leander Czerny 1903. Stubbträfluga ingår i släktet Hendelia och familjen träflugor. Enligt den svenska rödlistan är arten nära hotad i Sverige. Arten förekommer i Svealand, Nedre Norrland och Övre Norrland. Artens livsmiljö är skogslandskap. Inga underarter finns listade i Catalogue of Life.